# Cayo Secio Campano
Cayo o Gayo Secio Campano  fue un senador romano de finales del siglo I, que desarrolló su carrera política bajo Nerón y la dinastía Flavia. Su único cargo conocido fue el de consul suffectus entre el 13 de enero y el 28 de febrero de 86, bajo Domiciano.